# Biantes lecithodes
Biantes lecithodes is een hooiwagen uit de familie Biantidae. De wetenschappelijke naam van Biantes lecithodes gaat terug op Thorell.